# Lipstick Building
Pour les articles homonymes, voir Lipstick.
Le Lipstick Building (aussi connue comme 53rd at Third) est un gratte-ciel de 138 mètres situé à Manhattan (New York), plus précisément dans le quartier de Turtle Bay. 
Il se trouve au 885 de la 3e avenue, entre la 53e et la 54e rue Est, face au Citigroup Center. 
Il fut achevé en 1986 et comprend 34 étages. 
L'immeuble a été dessiné par John Burgee avec Philip Johnson. Il tient son nom de sa forme et de sa couleur rappelant un tube de rouge à lèvres.